# 박정근 (조선민주주의인민공화국의 정치인)
박정근(미상 ~ )은 조선민주주의인민공화국의 정치인이다. 조선로동당 중앙위원이다. 내각 부총리 겸 국가계획위원회 위원장이다.

## 경력
국가계획위원회 부위원장으로 2019년 12월에 개최된 조선로동당 중앙위원회 제7기 제5차 전원회의에서 당 중앙위 후보위원으로 보선되었다. 2021년 1월 개최된 조선로동당 제8차 대회에서 당 중앙위원 겸 당 중앙정치국 후보위원으로 선출되었다. 이후 최고인민회의 제14기 제4차 회의에서 국가계획위원회 위원장으로 임명되었다.